# Межевой (Ставропольский край)
Межево́й — хутор в Курском районе (муниципальном округе) Ставропольского края России.
До 16 марта 2020 года входил в состав сельского поселения Ростовановский сельсовет.

## География
Расстояние до краевого центра: 209 км.
Расстояние до районного центра: 30 км.
Межевой расположен на берегу водохранилища Ростовановское. К северу от хутора проходит Малый Левобережный канал. В 500 м к юго-востоку от населённого пункта находится общественное открытое кладбище площадью 2000 м².

## Население
| 1989 | 2002 | 2010 | 2021 |
| ---- | ---- | ---- | ---- |
| 63   | ↗190 | ↗208 | ↘197 |

По данным переписи 2002 года в национальной структуре населения русские составляли 34 %, турки — 63 %.